# Patrick Van Goethem
Patrick Van Goethem (* 1969 in Aalst) ist ein belgischer Countertenor.

## Leben
Patrick Van Goethem studierte bei Paul Esswood, Julia Hamari und Andreas Scholl. Er trat als Solist auf vor allem bei Festivals für Alte Musik in Deutschland, Frankreich und den Niederlanden auf. Regelmäßig singt er u. a. mit Peter Neumann (Collegium Cartusianum), Gustav Leonhardt (der Nederlandse Bachvereniging), Hans-Christoph Rademann (Dresdner Kammerchor), Reinhard Goebel (Musica Antiqua Köln), Helmuth Rilling (Bach-Collegium Stuttgart), Edward Higginbottom (New College Choir Oxford), Pierre Cao (Concerto Köln), Ebbe Munk (Concerto Copenhagen), Frieder Bernius (Barockorchester Stuttgart). Im Mai 2004 nahm er mit dem Bach Collegium Japan unter der Leitung von Masaaki Suzuki Bachs Himmelfahrts- und Osteroratorium auf CD auf (BIS-Label) und sang Konzerte in Tokyo und Kobe.
Im April 2005 gab er sein Debüt in den Vereinigten Staaten, wo er Bach’s Osteroratorium und Magnificat mit The American Bach Soloists u.L.v. Jeffrey Thomas sang. 2005 trat er mit dem Ensemble De Profundis (u.L.v. Peter Kooij) bei der Bachwoche Ansbach auf. Im September 2005 sang er Bach’s H-moll Messe u.L.v. Reilly Lewis mit The Washington Bach Consort. 2006 nahm Patrick Van Goethem Kantaten von Dieterich Buxtehude in einer Produktion des Amsterdam Baroque Orchestra & Choir u.L.v. Ton Koopman auf. 2007 folgt eine Tournee mit Ton Koopman durch Europa. Im März 2007 singt Patrick Van Goethem die Alt Arien ïn Bach’s Johannespassion mit dem Orchestra of the Eighteenth Century u.L.v. Frans Brüggen. Am 8. März 2007 sang er im BMF in Genf die Uraufführung der Oper Trans-Warhol, über das Leben von Andy Warhol, des französischen Komponisten Philippe Schoeller.
Van Goethem war auf den Bühnen aller wichtigen europäischen Festivals und in Konzertsälen wie Gewandhaus Leipzig, Festival van Vlaanderen, Oude Muziekfestival Utrecht, Bachfest Leipzig, London Bach Festival, Händelfestspiele Göttingen, Festival de la Chaise-Dieu, Händelfestspiele Halle, Alte Musik Festival Dresden, Festival Musica Antiqua Brugge, Festival de la Chaise-Dieu zu hören.
Neben seiner Karriere als Konzertsänger tritt er mit seinem Ensemble The Flanders Baroque Consort auf.